# Onîșkivți, Șepetivka
Onîșkivți (în ucraineană Онишківці) este un sat în comuna Velîka Șkarivka din raionul Șepetivka, regiunea Hmelnîțkîi, Ucraina.

## Demografie
Componența lingvistică a localității Onîșkivți
     Ucraineană (97,5%)
     Rusă (2,14%)
Conform recensământului din 2001, majoritatea populației localității Onîșkivți era vorbitoare de ucraineană (97,5%), existând în minoritate și vorbitori de rusă (2,14%).